# Три пояса, или Русская Сандрильона
«Три пояса, или Русская Сандрильона» — балет в 3 актах с пением, поставленный Адамом Глушковским на музыку Фридриха Шольца. Создан по мотивам сказки Василия Жуковского «Три пояса». Премьера балета состоялась на сцене Большого театра в Москве 20 октября 1826 года (художники И. Браун, И. Н. Иванов; дирижёр Ф. Шольц). Образы героев балета воплотили оперная певица М. Лаврова (Людмила), Л. Г. Заборовская и Е. И. Лобанова (старшие сёстры Людмилы), Т. Н. Глушковская (князь Святослав), Ф. Гюллень-Сор и Ж. Ришар (гении).
В названии имеется отсылка к балету «Сандрильона» Гюллень-Сор. Словосочетанием «русская Сандрильона» подчёркивался национальный характер балета Глушковского. Значимым элементом хореографии самого балета выступали русские народные танцы.

## Либретто
Три сестры гуляют по берегу Днепра. Младшая из них Людмила видит старушку, страдающую от палящих солнечных лучей. Людмила проявляет заботу о пожилой женщине, сооружая для неё подобие шалаша. Старшие сёстры лишь смеются над младшей сестрой. Старушка дарит девушкам три пояса. Старшие сёстры выбирают драгоценные пояса, а Людмила — простой пояс. Старушка предупреждает девушку о том, что этот пояс ни в коем случае не следует никому дарить или обменивать на что-либо. В противном случае она потеряет счастье. Старуха исчезает. Воины выносят доску с надписью: «Девицы, спешите в Киев. Из вас выберут невесту для князя Святослава».
Далее действие перемещается в Киев. Князь Святослав спит в саду. Ему снится старуха, которая превращается в волшебницу Добраду, и Людмила. Князь очарован и не может забыть приснившуюся девушку. Проводится смотр невест. В нём участвует вместе со своими сёстрами и Людмила, одетая в белое платье с подаренным ей поясом. Увидев её, Святослав не сомневается в своём выборе. Хор прославляет жениха и невесту. Народ пускается в танцы. Но в связи с тем, что «слава невесты должна превосходить своих соперниц не только красотой, но и разнообразными дарованиями», Святослав по требованию отца просит свою невесту продемонстрировать её способности. Людмила испугана и смущена. В это время пролетают два голубя, которые в клювах держат надпись: «Ободрись, Людмила, исполняй волю князя». Людмила садится за гусли и исполняет романс, после чего танцует. Восхищённый талантом девушки, отец князя дарит ей перстень. Людмила и Святослав уходят.
Сёстры Людмилы хотят заполучить у неё пояс. Им удаётся уговорить Людмилу надеть очень красивое платье. Находясь под впечатлением от него, она забывает предостережение старушки и дарит им свой пояс. Уединившись, старшие сёстры в ходе ссоры разрывают волшебный пояс. Они намереваются его сшить, но по велению волшебницы Добрады пояс улетает. Людмила под покрывалом вновь предстаёт перед двором князя. Когда князь Святослав поднимает покрывало, то не может узнать невесту. Пребывая в гневе, он хочет изгнать, как ему кажется, самозванку. Появившаяся в образе старухи Добрада упрекает Людмилу в том, что та не прислушалась к её словам. Волшебница показывает Людмиле пояс, после чего та вновь принимает облик простой девушки. Святослав теперь узнаёт свою избранницу. Неожиданно вокруг сестёр Людмилы обвиваются две змеи, являющиеся, по словам Добрады, змеями зависти. После прикосновения к ним пояса змеи исчезают. Сёстры раскаиваются в совершённом неблаговидном поступке. Спектакль завершается празднеством.

## Критика
По мнению советского балетоведа Веры Красовской, «балет „Три пояса“ примыкал к дивертисментам на русские темы, ничем существенно не обогащая достигнутое там». Юрий Слонимский отмечает, что Глушковский «первый захотел найти художественными средствами хореографии образ русской девушки в балетном спектакле». Критик признаёт исторической заслугой балетмейстера введение русских танцев в «действенную ткань спектакля».